# Gestreifte Eichengallwespe

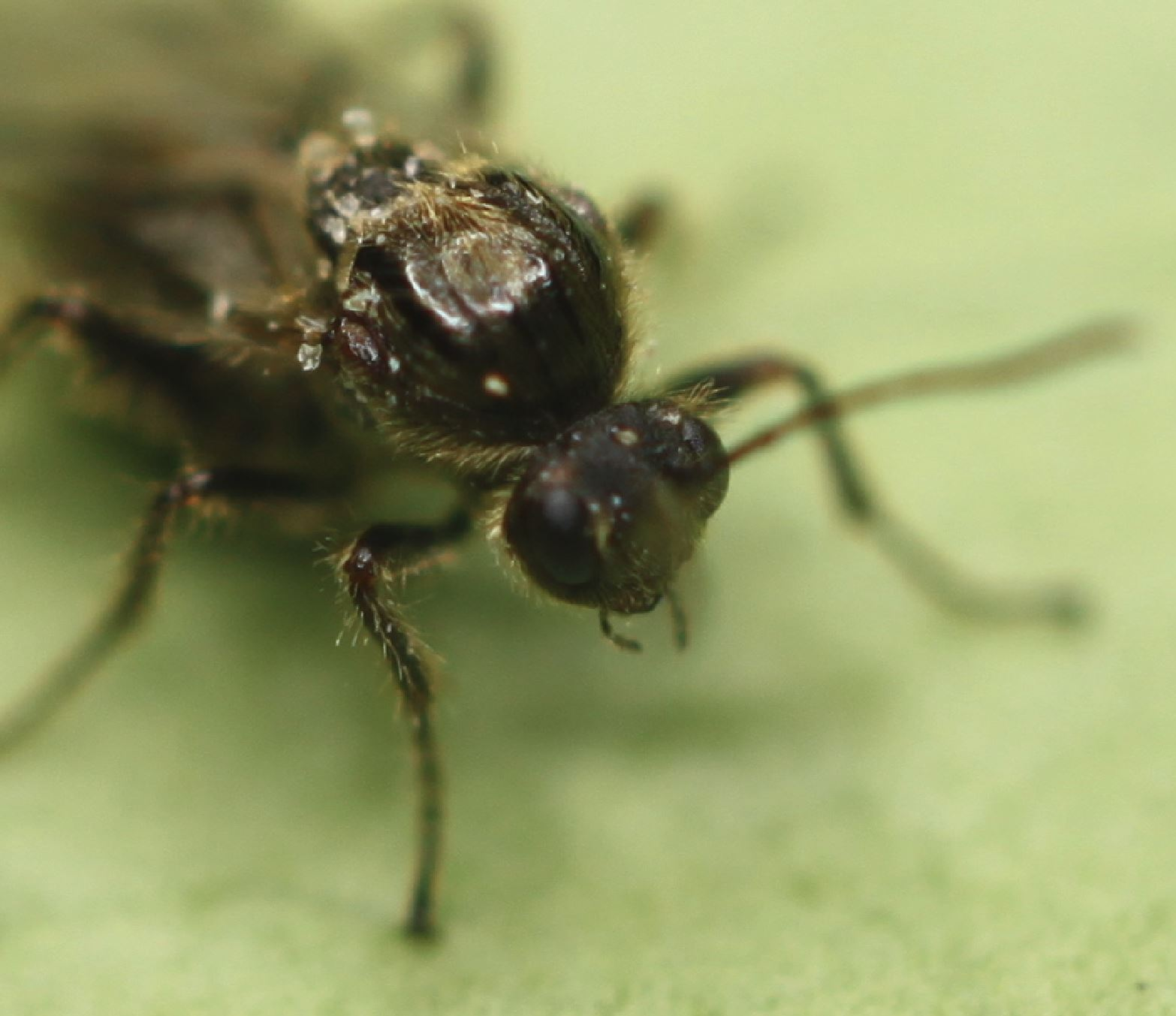
Kopf einer Gallwespe (Wintergeneration)

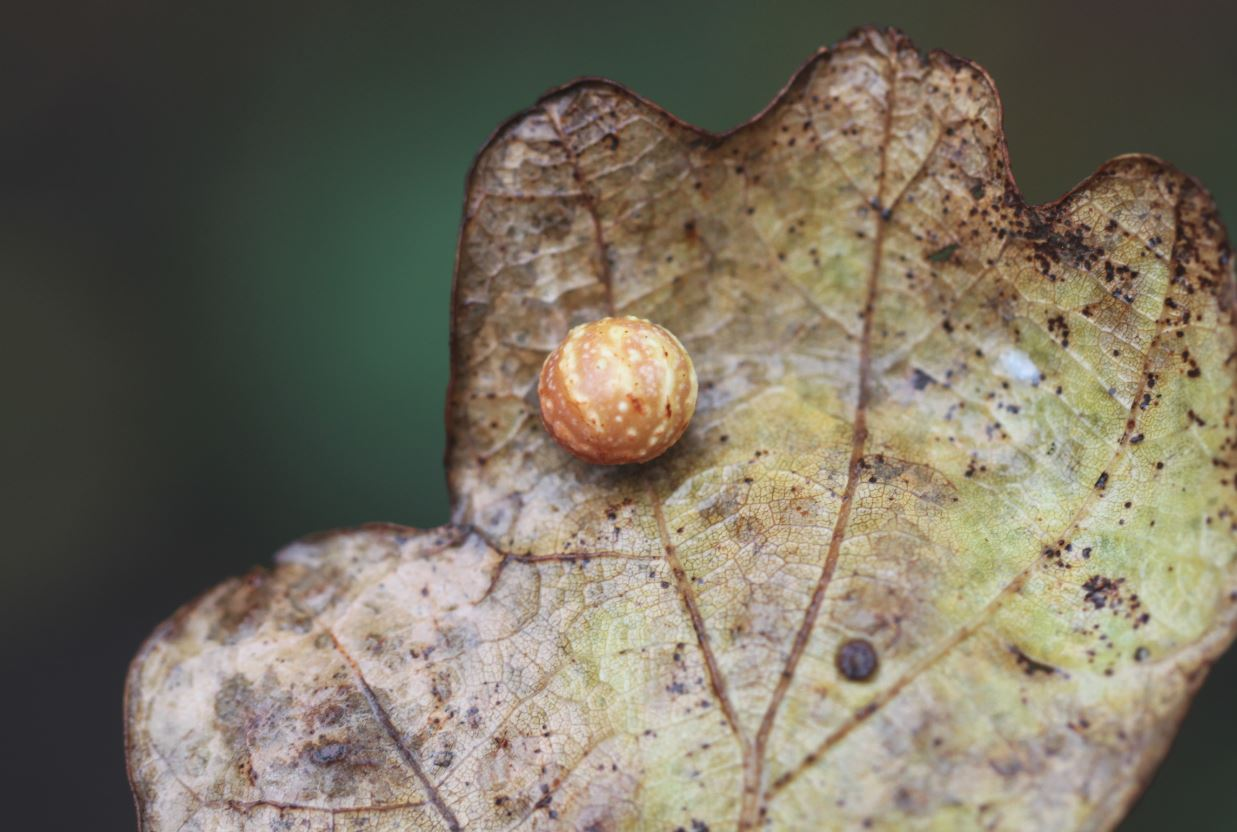
Galle der Wintergeneration an Blattunterseite einer Stieleiche

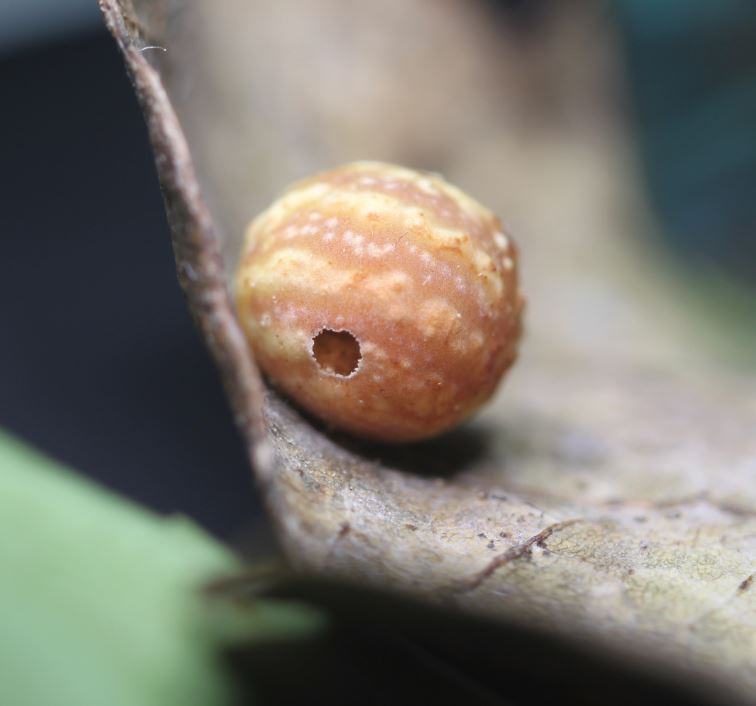
Galle der Wintergeneration nach dem Schlüpfen der Gallwespe

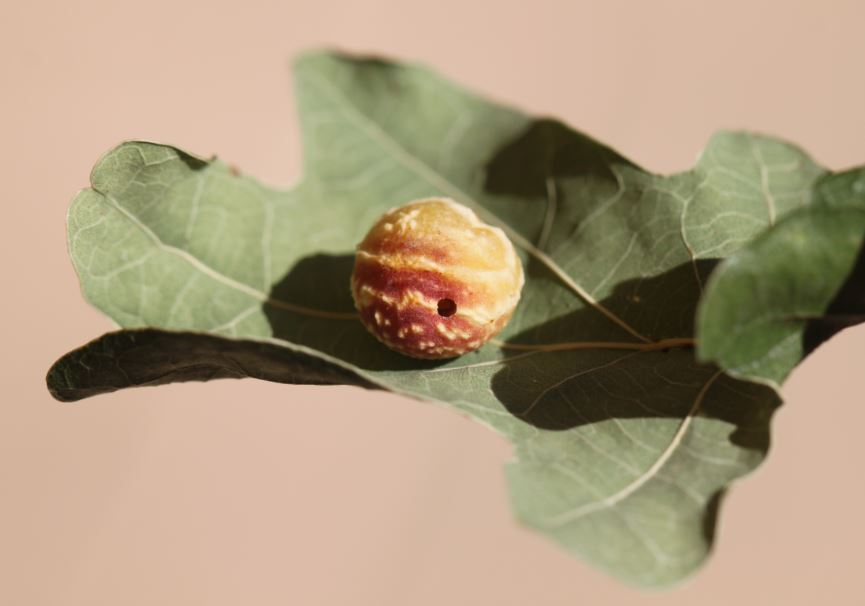
Galle der Wintergeneration nach dem Schlüpfen einer Erzwespe der Gattung Torymus

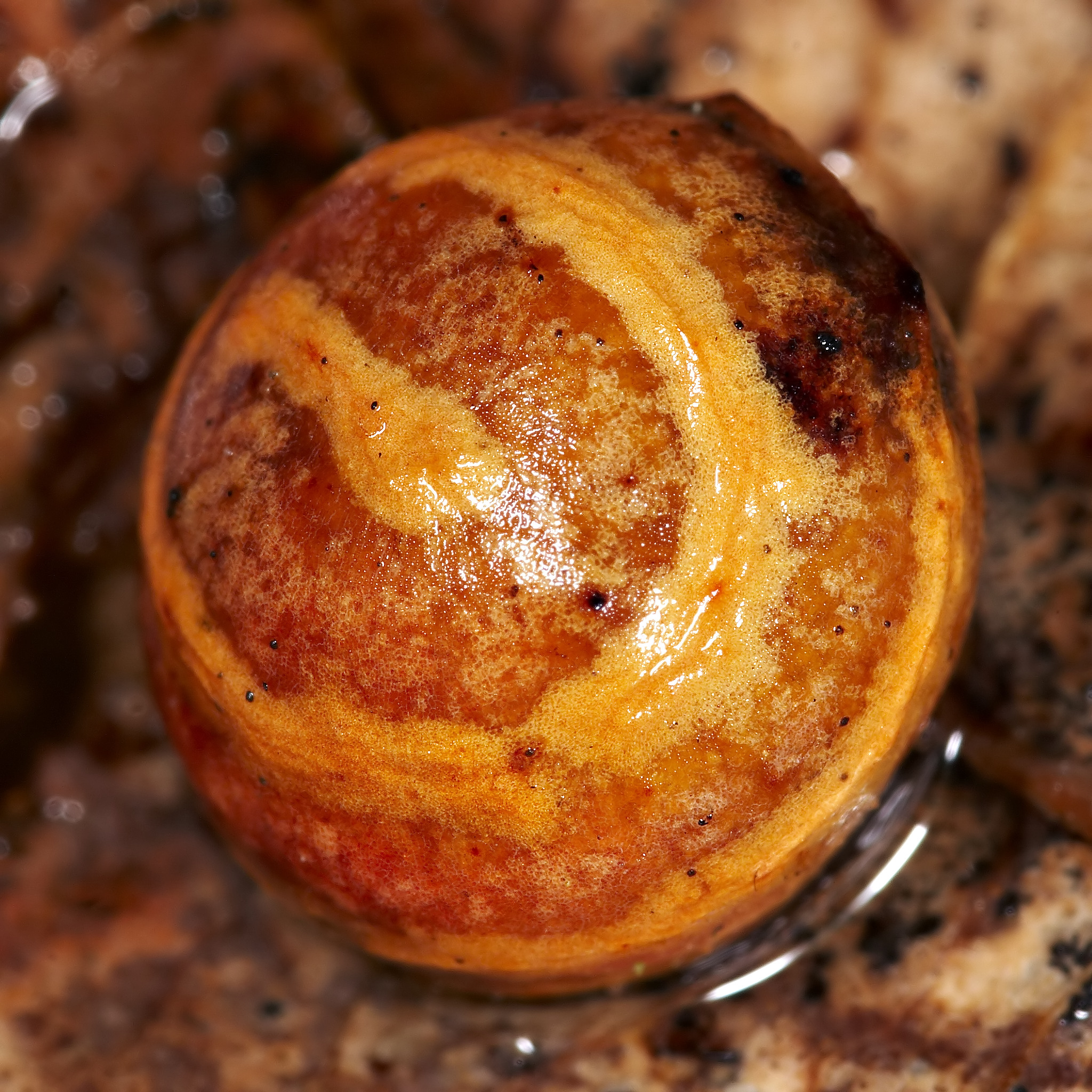
Gallapfel mit gröberem Strichmuster

Die Gestreifte Eichengallwespe (Cynips longiventris, Syn.: Diplolepis longiventris) ist ein Vertreter der Familie der Gallwespen (Cynipidae).

## Galle
Die kugelförmigen Galläpfel der parthenogenetischen Wintergeneration erreichen einen Durchmesser von bis zu 10 mm. Sie besitzen eine rote Grundfarbe und weisen eine Musterung aus gelben Längsstrichen auf. Sie sitzen in der Regel auf der Blattunterseite verschiedener Eichen (Quercus), insbesondere an Stieleiche (Quercus robur), aber auch an Traubeneiche (Quercus petraea), Ungarischer Eiche (Quercus frainetto) und Flaumeiche (Quercus pubescens). Daneben gibt es auch Gallen der (geschlechtlichen) Sommergeneration. Diese sind etwa 2 mm groß, zäpfchenförmig mit Haaren bedeckt, und sitzen an den noch nicht vollentwickelten Knospen der Eichen.

## Insekt
Die Imagines der parthenogenetischen Wintergeneration besitzen eine Körperlänge von ca. 3,2 mm. Die dunkelbraun gefärbten Insekten weisen 13-gliedrige Fühler auf. Die ersten beiden Fühlerglieder (Scapus und Pedicellus) sind verdickt. Die Gallwespen weisen auf ihrem Körper, aber auch an ihren Beinen und Fühlern, gelbe Härchen auf. Die Flügel haben eine charakteristische braune Flügeladerung. 
Die Imagines der Sommergeneration sind mit einer Länge von ca. 2,5 mm kleiner. Die Weibchen weisen 14 Fühlerglieder auf, die Männchen 15. Die ersten beiden Fühlerglieder sind ebenfalls verdickt. Die Flügel haben ebenfalls eine charakteristische braune Flügeladerung.

## Verbreitung
Die Art ist in Europa weit verbreitet. Sie ist auch auf den Britischen Inseln vertreten.

## Lebensweise
Die Weibchen legen im Sommer ihre befruchteten Eier auf der Blattunterseite verschiedener Eichen ab. Dort entwickeln sich an den Seitenadern der Blätter in den Folgemonaten (Juni bis Oktober) die kugelförmigen Pflanzengallen und darin jeweils eine Larve. Im November oder Dezember, meist dann, wenn die Blätter auf den Boden gefallen sind, verlassen die Imagines der parthenogenetischen Wintergeneration ihre Gallen. Die Gallen werden häufig parasitiert, insbesondere von der Erzwespen-Gattung Torymus. 
Die Imagines der Wintergeneration legen ihre unbefruchteten Eier an den Knospen von Eichen ab, wo sich in den Folgemonaten kleinere Gallen bilden. Die Imagines der geschlechtlichen Sommergeneration erscheinen im Mai.